# Carlos María Morales
Carlos María Morales Maeso (né le 1er mars 1970 à Montevideo en Uruguay) est un joueur de football international uruguayen, qui évoluait au poste d'Attaquant.

## Biographie

### Carrière en club
Carlos María Morales évolue dans quatre championnats différents : en Uruguay, au Chili, au Mexique, et en Équateur. Il inscrit près de 200 buts en première division.
Il joue également plusieurs matchs en Copa Libertadores et en Copa Sudamericana.

### Carrière en sélection
Il joue sept matchs en équipe d'Uruguay lors de l'année 2001, inscrivant un but. 
Il figure dans le groupe des sélectionnés lors de la Copa América de 2001. Le Paraguay se classe quatrième de cette compétition. Lors de ce tournoi organisé en Colombie, Morales inscrit un but de la tête contre le Costa Rica.

## Palmarès
- Champion d'Équateur en 1998 avec le LDU Quito
- Champion du Mexique en 1999 (Verano) et 2000 (Verano) avec le Deportivo Toluca
- Champion d'Uruguay en 2008 avec le Defensor Sporting Club